# One More Day (New Edition)
One More Day è un brano del gruppo statunitense New Edition, estratto come quinto ed ultimo singolo dal loro sesto album in studio, Home Again.

## Descrizione
Il brano ha raggiunto la posizione numero 61 in classifica.
Ricky Bell figura come unico cantante in quanto, secondo un suo tweet del 2017, gli altri membri del gruppo avevano disertato sia la registrazone del brano che del videoclip.

## Tracce
1. One More Day (Single Edit without Dialogue) – 3:57
2. Something About You (Dark Child Remixed Radio Version with Az Yet) – 3:31